# Roberto Alajmo
Roberto Alajmo (Palermo, 20 dicembre 1959) è uno scrittore, giornalista e drammaturgo italiano.

## Biografia
Giornalista professionista dal 1992, dal 1988 al 2022 ha lavorato al TG3 Sicilia della RAI, oltre a collaborare con diverse testate nazionali.
È stato docente a contratto di Storia del Giornalismo alla facoltà di Scienze della Formazione dell'Università di Palermo.
Le sue opere sono tradotte in inglese, francese, olandese, spagnolo e tedesco. Suoi racconti sono stati pubblicati nelle antologie La porta del sole (Novecento,  1986), Luna Nuova (Argo, 1997), Raccontare Trieste (Cartaegrafica, 1998), Sicilia Fantastica (Argo, 2000), Strada Colonna (Mondello, 2000), Il Volo del Falco (Aragno, 2003), Racconti d'amore (L'ancora del mediterraneo, 2003), Cinquanta in blu (Sellerio, 1919), Vivere con i classici (Sellerio, 2020), Una notte il giallo (Sellerio, 2022).
È autore del libretto dell'opera Ellis Island, con musiche di Giovanni Sollima (Palermo, Teatro Massimo, 2002).
Il suo romanzo È stato il figlio ha avuto una trasposizione, nel 2012, in un omonimo film per la regia di Daniele Ciprì, con Toni Servillo come interprete protagonista.
Il 27 settembre 2013  è stato nominato direttore dell'Ente Teatro Biondo Stabile di Palermo, dopo 15 anni di gestione di Pietro Carriglio; è rimasto in carica fino al 19 gennaio 2019, quando ha annunciato al pubblico che non sarebbe stato rinnovato nell'incarico per il successivo quinquennio.
Oltre ai diversi premi per i singoli romanzi, ha vinto per la carriera il premio Ercole Patti e il premio Telamone d'Oro.
Il 15 gennaio del 2024 l'Università di Palermo gli ha conferito la laurea honoris causa in Italianistica.

## Opere
- Una serata con Wagner, Palermo, Novecento, 1986.
- Un lenzuolo contro la mafia, Palermo, Gelka, 1993. ISBN 88-7162-032-1.
- Epica della città normale. Orlando, Palermo 1993, Palermo, Edizioni della Battaglia, 1993.
- Repertorio dei pazzi della città di Palermo, Palermo, Edizioni della Battaglia, 1993; Milano, Garzanti, 1994. ISBN 88-11-65056-9.
- Almanacco siciliano delle morti presunte, Palermo, Edizioni della Battaglia, 1997; Palermo, Il palindromo, 2013. ISBN 978-88-98447-00-8.
- Le scarpe di Polifemo e altre storie siciliane, Milano, Feltrinelli 1998. ISBN 88-07-70092-1.
- L'arsenale delle apparizioni. Cose intraviste alla Biennale 2001 durante La pista e la scena, Venezia, La Biennale di Venezia, 2001. ISBN 88-317-7955-9.
- Notizia del disastro, Milano, Garzanti, 2001, Sellerio, 2022. ISBN 88-11-66005-X.
- Cuore di madre, Milano, Mondadori, 2003.
- Nuovo repertorio dei pazzi della città di Palermo, Milano, Oscar Mondadori, 2004. ISBN 88-04-53481-8.
- È stato il figlio, Milano, Mondadori, 2005. ISBN 88-04-53810-4.
- Palermo è una cipolla, Roma-Bari, Laterza, 2005. ISBN 88-420-7436-5.
- Enciclopedia della memoria irrilevante, Palermo, Mondellolido, 2006.
- 1982. Memorie di un giovane vecchio, Roma-Bari, Laterza, 2007. ISBN 978-88-420-8303-0.
- La mossa del matto affogato, Milano, Mondadori, 2008. ISBN 978-88-04-56854-4.
- Le ceneri di Pirandello, con illustrazioni di Mimmo Paladino, Bagheria, Drago, 2008. ISBN 978-88-95082-08-0.
- Castelbuono, la città gentile, con Mimì Mollica, Palermo, Edizioni di passaggio, 2009. ISBN 978-88-903703-2-8.
- L'arte di annacarsi. Un viaggio in sicilia, Roma-Bari, Laterza, 2010. ISBN 978-88-420-8771-7.
- Guida a 49 martiri della storia d'Italia. Dalla A alla Z, con Lidia Ravera, Chieri, Giudizio universale, 2010. ISBN 978-88-904784-4-4.
- Tempo niente. La breve vita felice di Luca Crescente, Roma-Bari, Laterza, 2011. ISBN 978-88-420-9640-5.
- Arriva la fine del mondo (e ancora non sai cosa mettere), Roma-Bari, Laterza, 2012. ISBN 978-88-420-9940-6.
- Un lenzuolo contro la mafia. Sono vent'anni e sembra domani, Navarra, 2012. ISBN 978-88-95756-74-5.
- Repertorio dei pazzi d'Italia. Lunatici, giullari e matti che vagano per le nostre città, a cura di, Milano, Il saggiatore, 2012. ISBN 978-88-428-1813-7.
- Il primo amore non si scorda mai, anche volendo, Milano, Mondadori, 2013. ISBN 978-88-04-62537-7.
- Carne mia, Palermo, Sellerio, 2016. ISBN 978-88-389-3569-5.
- Nelle puntate precedenti. Storie e racconti del tuo tempo, Palermo, Palumbo, 2016. ISBN 978-88-6889-299-9.
- L'estate del '78, Palermo, Sellerio 2018. ISBN 88-389-3772-9.
- Repertorio dei Pazzi della città di Palermo,  Palermo, Sellerio 2019, ISBN 978-8838938603.
- Palermo è una cipolla remix, Roma-Bari, Laterza, 2019. ISBN 978-88-581-3420-7.
- Io non ci volevo venire, Palermo, Sellerio 2021, ISBN  978-8838941986.
- La strategia dell'opossum, Palermo, Sellerio 2022, ISBN 978-8838943478.
- La boffa allo scecco, Palermo, Sellerio 2023, ISBN 978-8838945243.
- Abbecedario siciliano, Palermo, Sellerio 2023, ISBN 978-8838945953.
- Il Piano inclinato, Sellerio 2024, ISBN 978-8838947179.

### Teatro
- Seicentocinquantamila senza contributi (1990)
- Repertorio dei pazzi della città di Palermo (premio Eti - Progetto giovani, 1995)
- Centro divagazioni notturne (1997)
- Almanacco siciliano (2016)
- Chi vive giace (2018)
- La Compagnia del Sonno (2023)

Sempre per il teatro, è protagonista-narratore di:
- Post mortem. Il funerale di Pirandello (2004)
- I Pazzi di Palermo (2005)
- Wolfgang & Wolfgang (2006)

## Riconoscimenti
- 1998 - Premio Arturo Loria,[9]
- 1999 - Premio Feudo di Maida, premio speciale,[10]
- 2001 - Premio Mondello,[11]
- 2003 - Premio Selezione Campiello[12], Premio Verga,[13] Premio Palmi,[14] finalista al premio Strega,[15]
- 2005 - Premio Vittorini,[16] Premio Comisso,[17]
- 2008 - Premio Nazionale Letterario Pisa,[18]
- 2010 - Premio letterario Antonio Aniante,[19][20] Premio Nazionale Rhegium Julii Giornalismo[21]
- 2012 -  Premio letterario internazionale Pietro Mignosi[22]
- 2012 - Premio letterario internazionale Nino Martoglio[23]
- 2017 - Premio Benedetto Croce,[24]
- 2018 - Premio Ninfa Camarina,[25] ; Premio Alassio Centolibri - Un autore per l'Europa[26] ; Premio Moncalieri; Finalista premio Grinzane e Premio Racalmare.